# Mount Hubbard (Alaska)
Der Mount Hubbard ist ein 4557 m hoher Berg der Eliaskette an der Grenze von Alaska zum kanadischen Territorium Yukon, 32 km nordöstlich der Disenchantment Bay, einer Bucht der Yakutat Bay. Der US-amerikanische Teil liegt im Wrangell-St.-Elias-Nationalpark, der kanadische im Kluane-Nationalpark.
Benannt wurde der Berg 1890 durch den Geologen Israel Russell vom United States Geological Survey nach Gardiner Greene Hubbard, dem ersten Vorsitzenden der National Geographic Society, die Russells Expedition mitfinanziert hatte.
Der Mount Hubbard ist der höchste Gipfel eines Massivs, das auch den Mount Alverstone und Mount Kennedy beinhaltet. Der Hubbard-Gletscher trennt Mount Hubbard von Mount Vancouver im Westen. Der Lowell-Gletscher liegt an der Ostflanke. Der Mount Hubbard ist der achthöchste Berg Alaskas und der Vereinigten Staaten sowie der zwölfthöchste Kanadas.
Die Westflanke des Mount Hubbard erhebt sich 2286 m über den etwa 3 km entfernten Alverstone-Gletscher. Der Gipfel überragt den etwa 11 km entfernten Hubbard-Gletscher um 3353 m. Trotz der steilen Flanken auf der Westseite bietet die Ostseite des Bergs einen leichten, aber langen Aufstieg zum Gipfel.

## Besteigungsgeschichte
Die Erstbesteigung fand am 26. Juli 1951 durch Walter Wood, Peter Wood, Robert Bates und Nicholas Clifford statt.